# チシオタケ
チシオタケ（血潮茸、学名: Mycena haematopus）は、ハラタケ目クヌギタケ科（またはラッシタケ科）クヌギタケ属に分類される小型のキノコである。広葉樹林の朽ちた倒木などに生える。新鮮なうちにキノコを傷つけると、みるみるうちに血のような暗赤色の汁が湧き出るので、和名に由来となっている。食用には適さない。

## 特徴
木材腐朽菌（腐生性）。日本各地、ヨーロッパ、北アメリカなど、ほぼ世界中に分布する。夏から秋にかけて、広葉樹林内の広葉樹の朽倒木、枯木、切株に発生する。腐敗した倒木をよく探すと見つかることも多く、数本が束になって生える。
子実体は傘と柄からなり、傘は径1 - 3.5センチメートル (cm) の釣鐘形で、はじめ卵形または楕円形で、のちに鐘形から円錐形となる。表面はピンク色から帯褐赤色で、周縁部に放射状の条線があり、傘の縁には鋸歯状の白い飾り（フリンジ）がある。傘裏のヒダは、やや疎らで白色を帯び、のちに淡紫紅色になり、柄に直生または離生する。傘肉は薄い。
柄は傘表面と同色。中空で脆く、長さ4 - 12 cm、太さ2 - 3ミリメートル (mm) 。傘、柄ともに傷つくと、傷口から暗赤色の液が出る。細い繊維状の柄が密生するタケハリカビに侵されることがある。担子胞子は7.5 - 10 × 5 - 6.5マイクロメートル (μm) の広楕円形、平滑、アミロイド性。胞子紋は白色から淡いクリーム色。縁に存在する側シスチジアは39 - 65 × 9.5 - 13 μmの紡錘形で先が尖る。

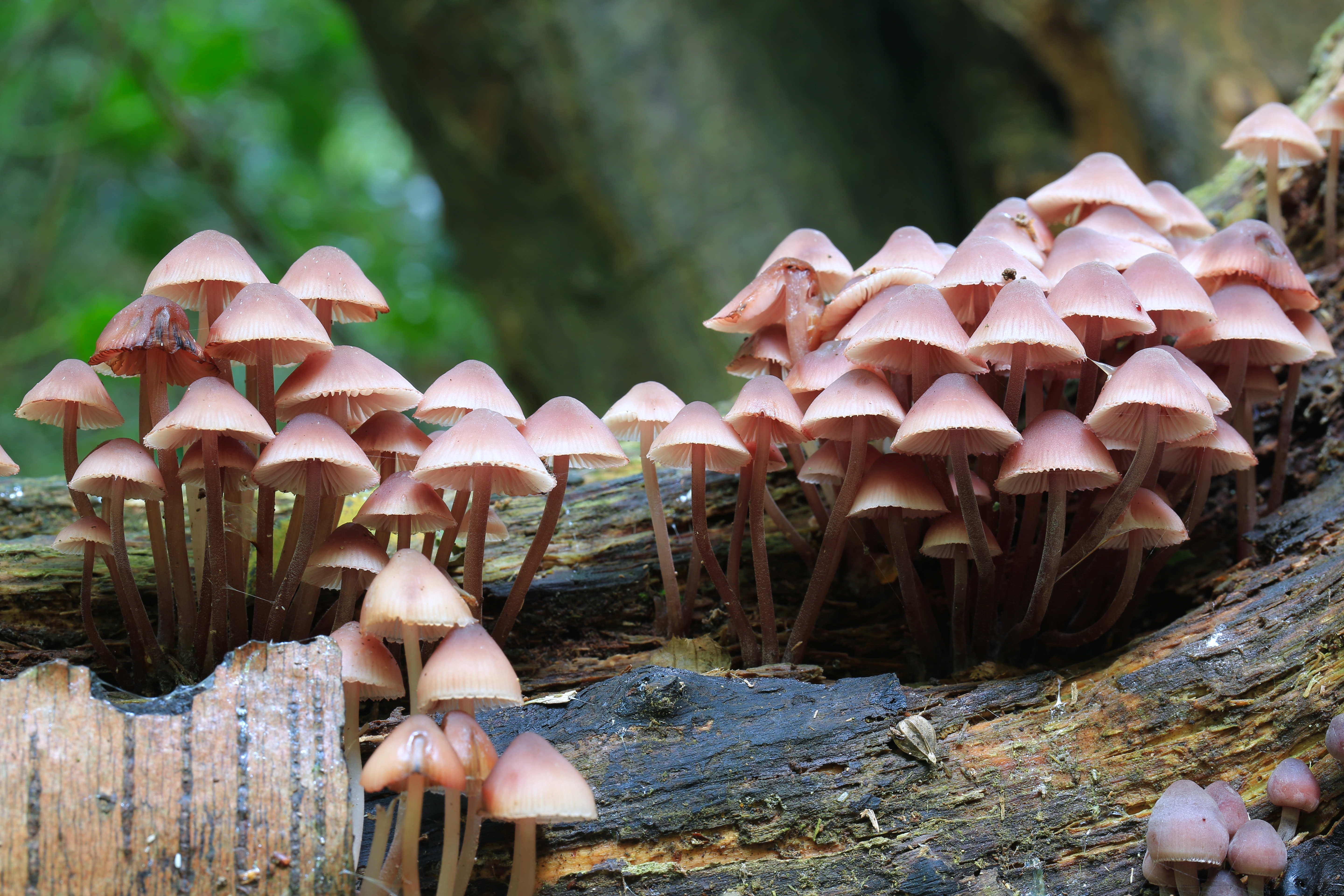
広葉樹の朽木に群生する
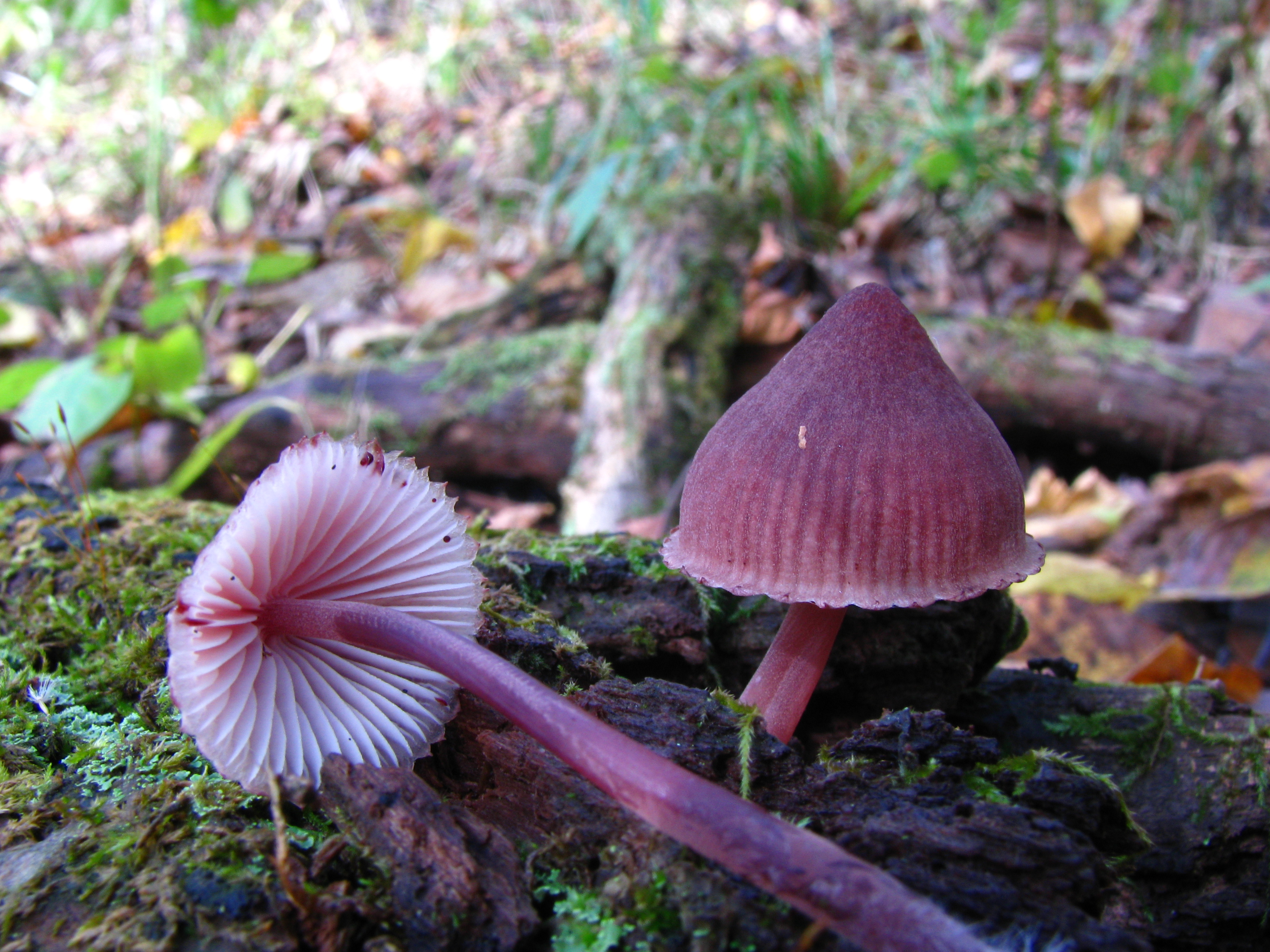
傘、柄とも淡赤紫色を帯び、放射状に条線がみられ、縁は鋸歯状。
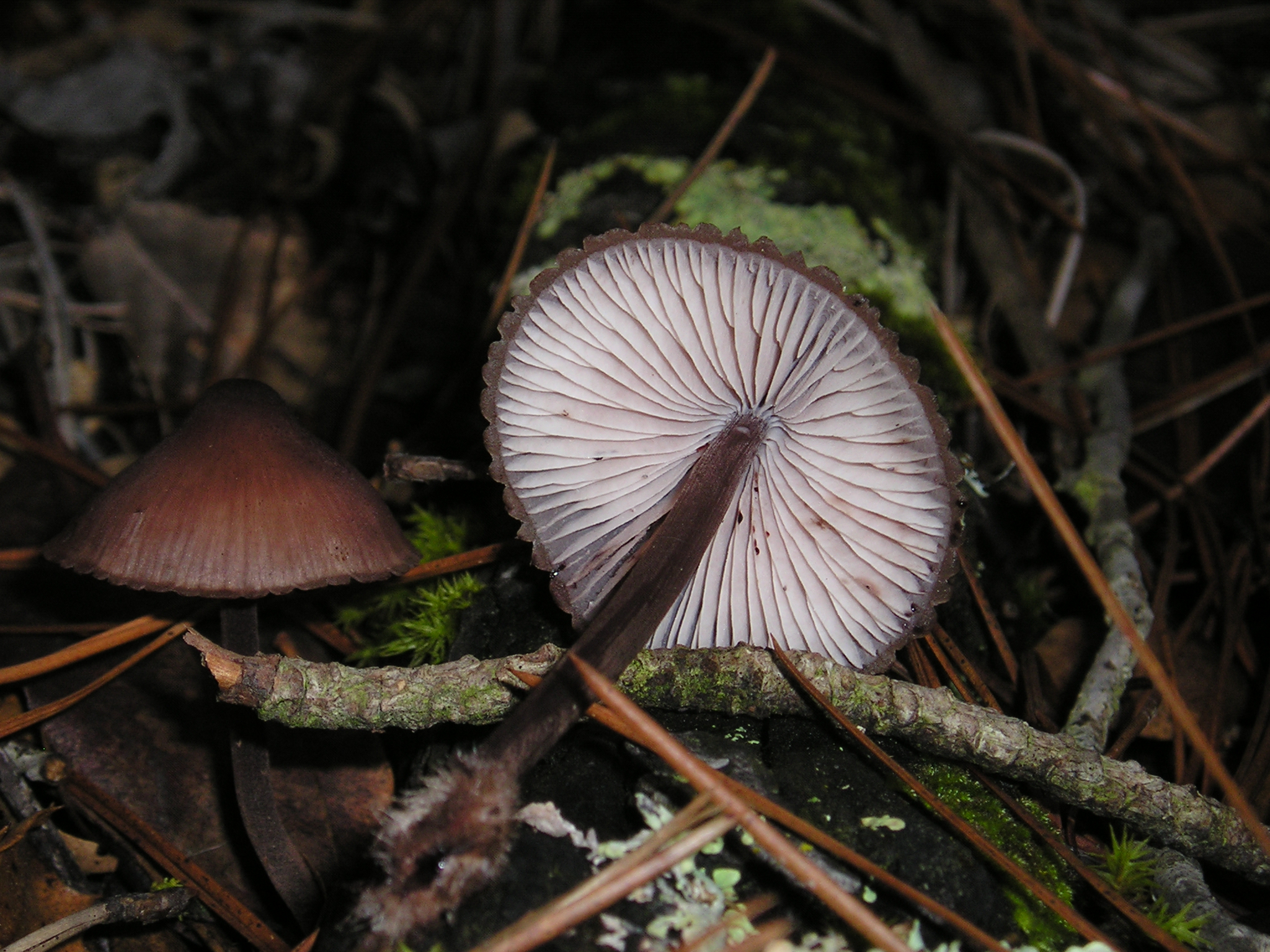
傘裏のヒダはやや疎らで白っぽい
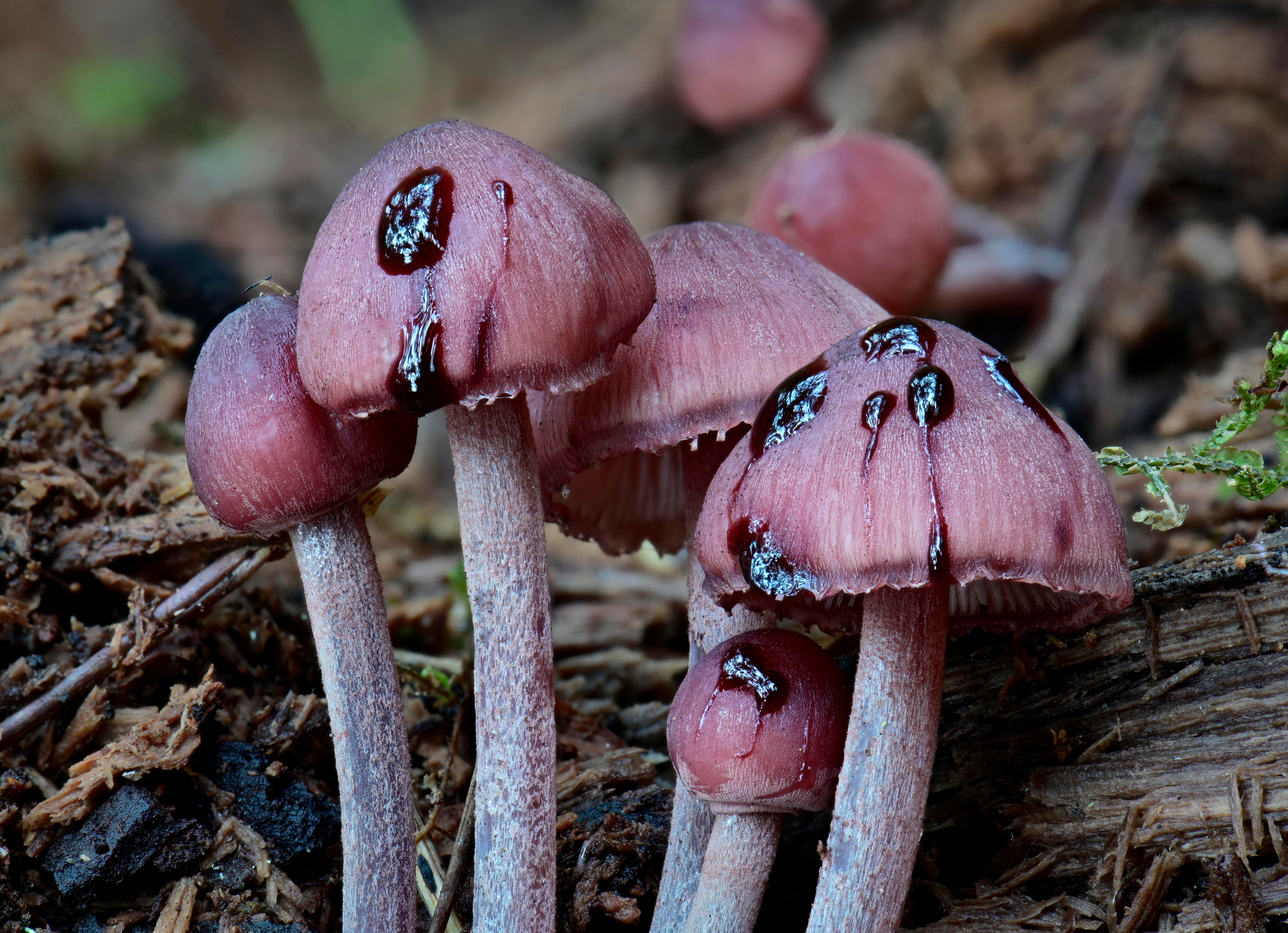
傷をつけると赤い液が出る

## 近似するキノコ

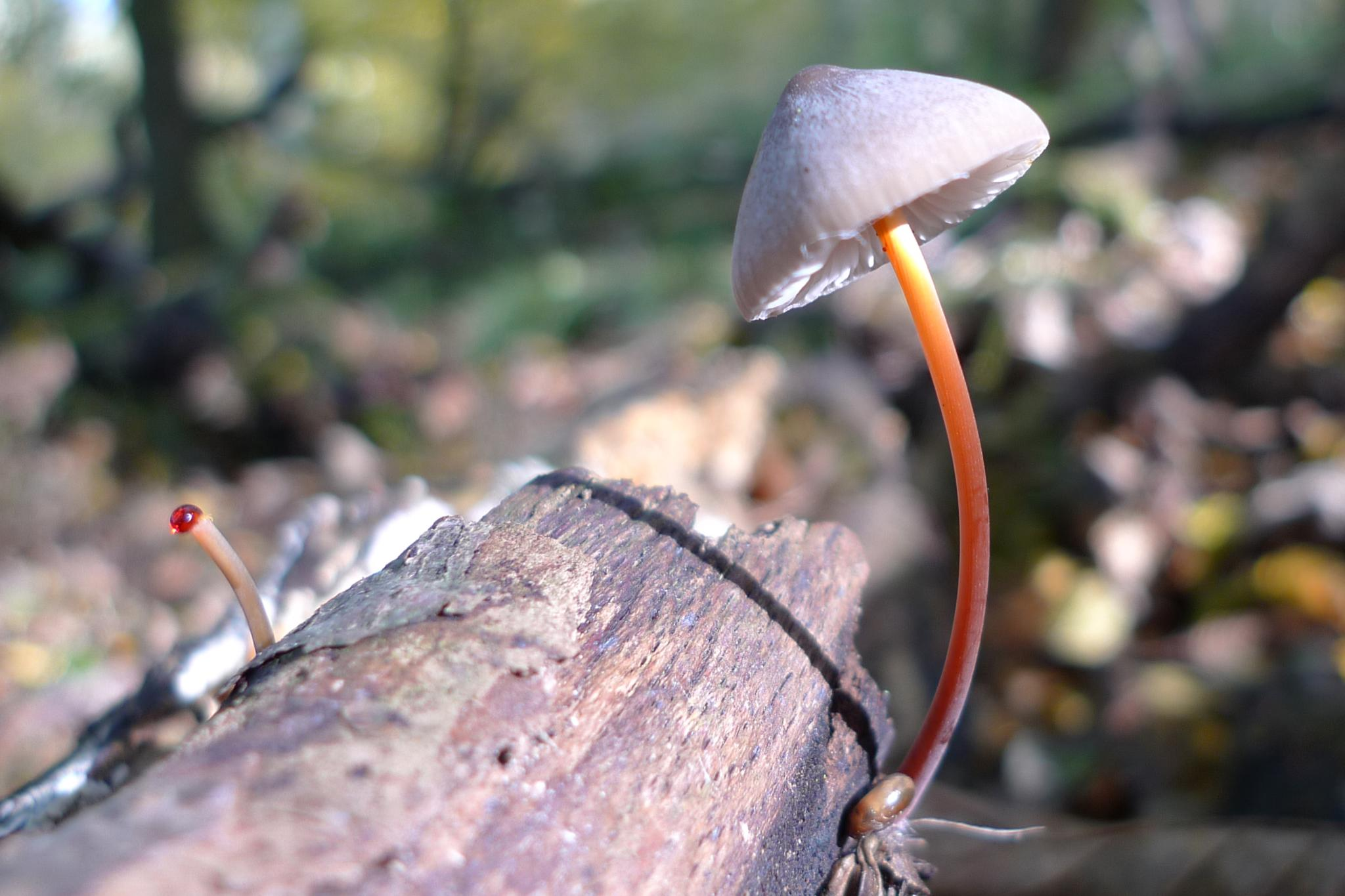
参考：アカチシオタケ (Mycena crocata)

同属のアクニオイタケ (Mycena stipata) に似ているが、アクニオイタケは針葉樹の腐朽菌で、春先の他のキノコがあまりない時期に発生し、柄の基部に白色菌糸が目立つのが見分けの特徴となる。
名前も似ているアカチシオタケ (Mycena crocata) は、柄がオレンジ色で、傷つけたときに出てくる液もオレンジ色である。